# Bilal Başacıkoğlu
Bilal Başacıkoğlu (* 26. März 1995 in Zaanstad) ist ein niederländisch-türkischer Fußballspieler, der vorrangig auf der Position des Sturm eingesetzt wird.

## Karriere

### Verein
Başacıkoğlu begann mit dem Fußballspielen im Verein in der Nachwuchsabteilung des SC Heerenveen und begann 2013 dort auch seine Profikarriere. Zur Saison 2014/15 wechselte er in die Eredivisie zu Feyenoord Rotterdam. Sein Eredivisie-Debüt gab er am 8. November 2013 im Spiel gegen RKC Waalwijk. Im Sommer 2018 unterschrieb er einen 3-Jahres-Vertrag beim türkischen Erstligisten Kayserispor. Nachdem er 33 Liga- und 4 Pokalspiele für den Verein bestritten hatte, verließ er im Dezember 2019 den Verein auf eigenen Wunsch vorzeitig.
Mitte Januar 2020 unterschrieb er einen neuen Vertrag beim Ligarivalen Trabzonspor mit einer Laufzeit bis zum Ende der Saison 2021/22 mit der Option der Verlängerung um weitere zwei Jahre. Im Rest der Saison 2019/20 bestritt er 7 von 16 möglichen Ligaspielen und fünf Pokalspiele für den Verein. Die Saison endete mit dem Gewinn des Pokals. In der nächsten Saison waren es 6 von 18 möglichen Ligaspielen und ein Pokalspiel. Nach einem Jahr wechselte er Mitte Januar 2021 wieder innerhalb der Liga zu Gaziantep FK. Der dortige Vertrag hatte nur eine Laufzeit bis zum Ende der Saison. Başacıkoğlu bestritt dort 12 von 22 möglichen Ligaspielen.
Zur neuen Saison kehrte er in die Niederlande zurück und unterschrieb bereits im Mai 2021 bei Heracles Almelo einen Vertrag mit einer Laufzeit von zwei Jahren sowie der Option der Verlängerung um ein weiteres Jahr. In seiner ersten Saison bestritt er 28 von 36 möglichen Ligaspielen für Almelo sowie zwei Pokalspiele. Die Saison endete für Almelo auf Platz 16. In der folgenden Abstiegsrunde konnte der Verein die Liga nicht halten. In der Eredivisie wurde Başacıkoğlu nicht eingesetzt.
Vielmehr wechselte er Anfang September 2022 zu Tuzlaspor in die TFF 1. Lig, der zweiten türkischen Liga. Dort bestritt er 19 von 32 möglichen Ligaspielen, in denen er ein Tor schoss, und ein Pokalspiel. Ende Juli 2023 wechselte er zum Ligarivalen Sakaryaspor.

### Nationalmannschaft
Başacıkoğlu begann als Sohn eines türkischstämmigen Vaters und einer marokkanischstämmigen Mutter seine Nationalmannschaftskarriere 2012 mit einem Einsatz für die niederländische U-18-Nationalmannschaft. 
Nachdem er auch für die niederländische U-19-Nationalmannschaft aktiv gewesen war, entschied er sich 2014, fortan für die türkischen Nationalmannschaften aufzulaufen. Sein Debüt für die Türkei gab er am 5. September 2014 mit einem Einsatz für die türkische U-21-Nationalmannschaft. Er spielte außerdem für die türkische U-20-Nationalmannschaft.

## Erfolge
- Niederländischer Meister: 2017
- Niederländischer Pokalsieger: 2016, 2018
- Gewinner Johan-Cruyff-Schale (Niederländischer Supercup): 2017
- türkischer Pokal: 2019/20